# Coryphasia furcata
Coryphasia furcata är en spindelart som beskrevs av Simon 1902. Coryphasia furcata ingår i släktet Coryphasia och familjen hoppspindlar. Inga underarter finns listade i Catalogue of Life.